# Danh sách loài trong họ Sphecidae
Dưới đây là danh sách các loài ong trong họ Sphecidae.

## Các loài xếp theo chi

### Ammophila
- Ammophila aberti Haldeman, 1852
- Ammophila acuta Fernald, 1934
- Ammophila adelpha Kohl, 1901
- Ammophila aellos Menke, 1966
- Ammophila afghanica Balthasar, 1957
- Ammophila albotomentosa Morice, 1900
- Ammophila altigena Gussakovskij, 1930
- Ammophila aphrodite Menke, 1964
- Ammophila apicalis GuΘrin-MΘneville, 1835
- Ammophila arabica W.F. Kirby, 1900
- Ammophila ardens F. Smith, 1868
- Ammophila areolata Walker, 1871
- Ammophila argyrocephala Arnold, 1951
- Ammophila arnaudi Tsuneki, 1976
- Ammophila arvensis Lepeletier de Saint Fargeau, 1845
- Ammophila asiatica Tsuneki, 1971
- Ammophila assimilis Kohl, 1901
- Ammophila atripes F. Smith, 1852
- Ammophila aucella Menke, 1966
- Ammophila azteca azteca Cameron, 1888
- Ammophila azteca clemente Menke, 1967
- Ammophila azteca Cameron, 1888
- Ammophila barbara Lepeletier de Saint Fargeau, 1845

- Ammophila barbara airensis Berland, 1950
- Ammophila barbara barbara Lepeletier de Saint Fargeau, 1845
- Ammophila barbara judaeorum Kohl, 1901
- Ammophila barbara semota de Beaumont, 1967
- Ammophila barbara theryi Gribodo, 1894

- Ammophila barbarorum Arnold, 1951
- Ammophila basalis F. Smith, 1856
- Ammophila bechuana R. Turner, 1929
- Ammophila bella Menke, 1966
- Ammophila bellula Menke, 1964
- Ammophila beniniensis beniniensis Palisot de Beauvois, 1806
- Ammophila beniniensis imerinae de Saussure, 1892
- Ammophila beniniensis tomentosa Arnold, 1920
- Ammophila beniniensis Palisot de Beauvois, 1806
- Ammophila boharti Menke, 1964
- Ammophila bonaespei Lepeletier, 1845
- Ammophila borealis Li and C. Yang, 1990
- Ammophila braunsi R. Turner, 1919
- Ammophila breviceps F. Smith, 1856
- Ammophila brevipennis Bingham, 1897
- Ammophila californica Menke, 1964
- Ammophila calva Arnold, 1920
- Ammophila campestris Latreille, 1809
- Ammophila caprella Arnold, 1951
- Ammophila cellularis Gussakovskij, 1930
- Ammophila centralis Cameron, 1888
- Ammophila clavus clavus Fabricius, 1775
- Ammophila clavus formosana Strand, 1913
- Ammophila clavus japonica Kohl, 1906
- Ammophila clavus taschenbergi Cameron, 1889
- Ammophila clavus Fabricius, 1775
- Ammophila cleopatra Menke, 1964
- Ammophila clypeola Li and C. Yang, 1990
- Ammophila coachella Menke, 1966
- Ammophila conditor F. Smith, 1856
- Ammophila confusa A. Costa, 1864
- Ammophila conifera Arnold, 1920
- Ammophila cora Cameron, 1888
- Ammophila coronata A. Costa, 1864
- Ammophila crassifemoralis R. Turner, 1919
- Ammophila cybele Menke, 1970
- Ammophila dantoni Roth in Nadig, 1933
- Ammophila dejecta Cameron, 1888
- Ammophila dentigera Gussakovskij, 1928
- Ammophila deserticola Tsuneki, 1971
- Ammophila djaouak de Beaumont, 1956
- Ammophila dolichocephala Cameron, 1910
- Ammophila dolichodera Kohl, 1884
- Ammophila dubia Kohl, 1901
- Ammophila dysmica Menke, 1966
- Ammophila elongata Fischer de Waldheim, 1843
- Ammophila erminea Kohl, 1901
- Ammophila evansi Menke, 1964
- Ammophila exsecta Kohl, 1906
- Ammophila extremitata Cresson, 1865
- Ammophila eyrensis R. Turner, 1908
- Ammophila femurrubra W. Fox, 1894
- Ammophila fernaldi Murray, 1938
- Ammophila ferrugineipes Lepeletier de Saint Fargeau, 1845
- Ammophila ferruginosa Cresson, 1865
- Ammophila filata Walker, 1871
- Ammophila formicoides Menke, 1964
- Ammophila formosensis Tsuneki, 1971
- Ammophila ganquana Yang and Li, 1989
- Ammophila gaumeri Cameron, 1888
- Ammophila globifrontalis Li and Ch. Yang, 1995
- Ammophila gracilis Lepeletier de Saint Fargeau, 1845
- Ammophila gracillima Taschenberg, 1869
- Ammophila guichardi de Beaumont, 1956
- Ammophila haimatosoma haimatosoma Kohl, 1884
- Ammophila haimatosoma sinaitica Alfieri, 1946
- Ammophila haimatosoma Kohl, 1884
- Ammophila harti Fernald, 1931
- Ammophila hemilauta Kohl, 1906
- Ammophila hermosa Menke, 1966
- Ammophila heteroclypeola Li and Xue, 1998
- Ammophila hevans Menke, 2004
- Ammophila heydeni heydeni Dahlbom, 1845
- Ammophila heydeni rubra Radoszkowski, 1876
- Ammophila heydeni rubriventris A. Costa, 1864
- Ammophila heydeni Dahlbom, 1845
- Ammophila holosericea Fabricius, 1793
- Ammophila honorei Alfieri, 1946
- Ammophila horni von Schulthess, 1927
- Ammophila hungarica Mocsßry, 1883
- Ammophila hurdi Menke, 1964
- Ammophila iliensis Kazenas, 2001
- Ammophila imitator Menke, 1966
- Ammophila induta Kohl, 1901
- Ammophila infesta F. Smith, 1873
- Ammophila insignis egregia Mocsßry, 1881
- Ammophila insignis insignis F. Smith, 1856
- Ammophila insignis litoralis Arnold, 1920
- Ammophila insignis F. Smith, 1856
- Ammophila insolata argyropleura van der Vecht, 1957
- Ammophila insolata auricollis van der Vecht, 1957
- Ammophila insolata insolata F. Smith, 1858
- Ammophila insolata ruficoxa van der Vech, 1957
- Ammophila insolata F. Smith, 1858
- Ammophila instabilis F. Smith, 1856
- Ammophila juncea Cresson, 1865
- Ammophila kalaharica Arnold, 1935
- Ammophila karenae Menke, 1964
- Ammophila kennedyi Murray, 1938
- Ammophila koppenfelsii Taschenberg, 1880
- Ammophila laeviceps F. Smith, 1873
- Ammophila laevicollis Ed. AndrΘ, 1886
- Ammophila laevigata F. Smith, 1856
- Ammophila lampei Strand, 1910
- Ammophila laticeps Arnold, 1928
- Ammophila lativalvis Gussakovskij, 1928
- Ammophila leclercqi Menke, 1964
- Ammophila leoparda Fernald, 1934
- Ammophila macra Cresson, 1865
- Ammophila marshi Menke, 1964
- Ammophila mcclayi Menke, 1964
- Ammophila mediata Cresson, 1865
- Ammophila menghaiana Li and Ch. Yang, 1989
- Ammophila meridionalis Kazenas, 1980
- Ammophila mescalero Menke, 1966
- Ammophila mimica Menke, 1966
- Ammophila mitlaensis Alfieri, 1961
- Ammophila modesta Mocsßry, 1883
- Ammophila moenkopi Menke, 1967
- Ammophila monachi Menke, 1966
- Ammophila mongolensis Tsuneki, 1971
- Ammophila murrayi Menke, 1964
- Ammophila nancy Menke, 2007
- Ammophila nasalis Provancher, 1895
- Ammophila nasuta atlantica Roth, 1928
- Ammophila nasuta nasuta Lepeletier de Saint Fargeau, 1845
- Ammophila nasuta quadraticollis A. Costa, 1893
- Ammophila nasuta Lepeletier de Saint Fargeau, 1845
- Ammophila nearctica Kohl, 1889
- Ammophila nefertiti Menke, 1964
- Ammophila nitida Fischer de Waldheim, 1834
- Ammophila novita Fernald, 1934
- Ammophila obliquestriolae Yang and Li, 1989
- Ammophila obscura Bischoff, 1912
- Ammophila occipitalis F. Morawitz, 1890
- Ammophila pachythoracalis Yang and Li, 1989
- Ammophila parapolita Fernald, 1934
- Ammophila parkeri Menke, 1964
- Ammophila peckhami Fernald, 1934
- Ammophila peringueyi Arnold, 1928
- Ammophila philomela Nurse, 1903
- Ammophila picipes Cameron, 1888
- Ammophila pictipennis Walsh, 1869
- Ammophila pilimarginata Cameron, 1912
- Ammophila placida F. Smith, 1856
- Ammophila planicollaris Li and C. Yang, 1990
- Ammophila platensis BrΦthes, 1909
- Ammophila poecilocnemis Morice, 1900
- Ammophila polita Cresson, 1865
- Ammophila procera Dahlbom, 1843
- Ammophila producticollis Morice, 1900
- Ammophila proxima F. Smith, 1856
- Ammophila pruinosa Cresson, 1865
- Ammophila pseudoheydeni Li and He, 2000
- Ammophila pseudonasuta Bytinski-Salz in de Beaumont and Bytinski-Salz, 1955
- Ammophila pubescens Curtis, 1836
- Ammophila pulawskii Tsuneki, 1971
- Ammophila punctata F. Smith, 1856
- Ammophila punctaticeps Arnold, 1920
- Ammophila punti Guichard, 1988
- Ammophila regina Menke, 1964
- Ammophila roborovskyi Kohl, 1906
- Ammophila rubigegen Li and C. Yang, 1990
- Ammophila rubiginosa Lepeletier de Saint Fargeau, 1845
- Ammophila rubripes Spinola, 1839
- Ammophila ruficollis F. Morawitz, 1890
- Ammophila ruficosta Spinola, 1851
- Ammophila rufipes GuΘrin-MΘneville, 1831
- Ammophila rugicollis Gussakovskij, 1930
- Ammophila sabulosa sabulosa Linnaeus, 1758
- Ammophila sabulosa solowiyofkae Matsumura, 1911
- Ammophila sabulosa touareg Ed. AndrΘ, 1886
- Ammophila sabulosa vagabunda F. Smith, 1856
- Ammophila sabulosa Linnaeus, 1758
- Ammophila sarekandana Balthasar, 1957
- Ammophila sareptana Kohl, 1884
- Ammophila saussurei du Buysson, 1897
- Ammophila separanda F. Morawitz, 1891
- Ammophila shoshone Menke, 1967
- Ammophila sickmanni sickmanni Kohl, 1901
- Ammophila sickmanni wusheensis Tsuneki, 1967
- Ammophila sickmanni Kohl, 1901
- Ammophila silvestris Kirkbride, 1982
- Ammophila sinensis Sickmann, 1894
- Ammophila sjoestedti Gussakovskij, 1934
- Ammophila smithii F. Smith, 1856
- Ammophila stangei Menke, 1964
- Ammophila strenua Cresson, 1865
- Ammophila striata nadigi Roth, 1932
- Ammophila striata striata Mocsßry, 1878
- Ammophila striata Mocsßry, 1878
- Ammophila strumosa Kohl, 1906
- Ammophila subassimilis Strand, 1913
- Ammophila tekkensis Gussakovskij, 1930
- Ammophila terminata electa Kohl, 1901
- Ammophila terminata mocsaryi Frivaldszkyi, 1876
- Ammophila terminata terminata F. Smith, 1856
- Ammophila terminata turanica Kazenas, 2000
- Ammophila terminata turkestana Kohl, 1906
- Ammophila terminata F. Smith, 1856
- Ammophila tsunekii Menke in Bohart and Menke, 1976
- Ammophila tuberculiscutis Turner, 1919
- Ammophila tyrannica Cameron, 1890
- Ammophila unita Menke, 1966
- Ammophila untumoris Yang and Li, 1989
- Ammophila urnaria Dahlbom, 1843
- Ammophila varipes Cresson, 1865
- Ammophila vetuberosa Li and C. Yang in Li, Li and Yang, 1994
- Ammophila vulcania du Buysson, 1897
- Ammophila wahlbergi Dahlbom, 1845
- Ammophila wrightii Cresson, 1868
- Ammophila xinjiangana Li and C. Yang, 1989
- Ammophila zanthoptera Cameron, 1888

### Chalybion
- Chalybion accline Kohl, 1918
- Chalybion ammophiloides Hensen, 1988
- Chalybion bengalense Dahlbom, 1845
- Chalybion bocandei aeronitens Hensen, 1988
- Chalybion bocandei bocandei Spinola, 1851
- Chalybion bocandei Spinola, 1851
- Chalybion bonneti Leclercq, 1966
- Chalybion californicum de Saussure, 1867
- Chalybion clypeatum clypeatum Fairmaire, 1858
- Chalybion clypeatum kiloensis Leclercq, 1955
- Chalybion clypeatum lusingi Leclercq, 1955
- Chalybion clypeatum Fairmaire, 1858
- Chalybion dolichothorax Kohl, 1918
- Chalybion fabricator F. Smith, 1860
- Chalybion femoratus Fabricius, 1781
- Chalybion flebile Lepeletier de Saint Fargeau, 1845
- Chalybion frontale Kohl, 1906
- Chalybion fuscum Lepeletier de Saint Fargeau, 1845
- Chalybion gracile Hensen, 1988
- Chalybion gredleri Kohl, 1918
- Chalybion heinii Kohl, 1906
- Chalybion incisum Hensen, 1988
- Chalybion japonicum Gribodo, 1883
- Chalybion kenyae Hensen, 1988
- Chalybion klapperichi Balthasar, 1957
- Chalybion laevigatum Kohl, 1888
- Chalybion lividum Hensen, 1988
- Chalybion madecassum Gribodo, 1883
- Chalybion magnum Hensen, 1988
- Chalybion malignum Kohl, 1906
- Chalybion minos de Beaumont, 1965
- Chalybion mochii Hensen, 1988
- Chalybion omissum Kohl, 1889
- Chalybion parvulum Hensen, 1988
- Chalybion petroleum Hensen, 1988
- Chalybion planatum Arnold, 1951
- Chalybion polyphemus Hensen, 1988
- Chalybion ruficorne Hensen, 1988
- Chalybion schulthessirechbergi Kohl, 1918
- Chalybion sommereni R. Turner, 1920
- Chalybion spinolae rufopictum Magretti, 1884
- Chalybion spinolae saussurei Kohl, 1918
- Chalybion spinolae spinolae Lepeletier de Saint Fargeau, 1845
- Chalybion spinolae Lepeletier de Saint Fargeau, 1845
- Chalybion sumatranum Kohl, 1884
- Chalybion tibiale Fabricius, 1781
- Chalybion tomentosum Hensen, 1988
- Chalybion triangulum Hensen, 1988
- Chalybion turanicum Gussakovskij, 1935
- Chalybion vechti Hensen, 1988
- Chalybion walteri Kohl, 1889
- Chalybion yangi Li, 1995
- Chalybion zimmermanni aztecum de Saussure, 1867
- Chalybion zimmermanni peninsularum Bohart and Menke, 1963
- Chalybion zimmermanni zimmermanni Dahlbom, 1843
- Chalybion zimmermanni Dahlbom, 1843

### Chilosphex
- Chilosphex argyrius BrullΘ, 1833
- Chilosphex pseudargyrius Roth in de Beaumont, 1967

### Chlorion
- Chlorion boharti Menke, 1961
- Chlorion consanguineum Kohl, 1898
- Chlorion cyaneum Dahlbom, 1843
- Chlorion funereum Gribodo, 1879
- Chlorion gratiosum F. Smith, 1856
- Chlorion hemiprasinum Sichel, 1863
- Chlorion hemipyrrhum Sichel, 1863
- Chlorion hirtum Kohl, 1885
- Chlorion lobatum lobatum Fabricius, 1775
- Chlorion lobatum rugosum F. Smith, 1856
- Chlorion lobatum Fabricius, 1775
- Chlorion magnificum F. Morawitz, 1887
- Chlorion maxillosum ciliatum Fabricius, 1787
- Chlorion maxillosum maxillosum Poiret, 1787
- Chlorion maxillosum Poiret, 1787
- Chlorion migiurtinicum Giordani Soika, 1941
- Chlorion mirandum Kohl, 1890
- Chlorion regale F. Smith, 1873
- Chlorion semenowi occidentale de Beaumont, 1962
- Chlorion semenowi semenowi F. Morawitz, 1890
- Chlorion semenowi F. Morawitz, 1890
- Chlorion splendidum Fabricius, 1804
- Chlorion strandi Willink, 1951
- Chlorion striatum Li and Yang, 1989
- Chlorion viridicoeruleum Lepeletier de Saint Fargeau and Audinet-Serville, 1828

### Dynatus
- Dynatus burmeisteri Burmeister, 1861
- Dynatus crassipes Cameron, 1897
- Dynatus nigripes Westwood in Griffith, 1832

### Eremnophila
- Eremnophila asperata W. Fox, 1897
- Eremnophila aureonotata Cameron, 1888
- Eremnophila auromaculata PΘrez, 1891
- Eremnophila binodis Fabricius, 1798
- Eremnophila catamarcensis Schrottky, 1910
- Eremnophila eximia Lepeletier de Saint Fargeau, 1845
- Eremnophila melanaria Dahlbom, 1843
- Eremnophila opulenta GuΘrin-MΘneville, 1838
- Eremnophila willinki Menke, 1964
- Eremochares dives BrullΘ, 1833
- Eremochares ferghanicus Gussakovskij, 1930
- Eremochares kohlii Gussakovskij, 1928
- Eremochares luteus Taschenberg, 1869
- Eremochares mirabilis Gussakovskij, 1928
- Hoplammophila aemulans Kohl, 1901
- Hoplammophila anatolica de Beaumont, 1960
- Hoplammophila armata Illiger, 1807
- Hoplammophila clypeata Mocsßry, 1883

### Isodontia
- Isodontia albata Hensen, 1991
- Isodontia alvarengai Fritz, 1983
- Isodontia apicalis F. Smith, 1856
- Isodontia apicata Bingham, 1897
- Isodontia aurifrons F. Smith, 1859
- Isodontia auripes Fernald, 1906
- Isodontia auripygata Strand, 1913
- Isodontia azteca de Saussure, 1867
- Isodontia bastiniana Richards, 1937
- Isodontia boninensis Tsuneki, 1973
- Isodontia bruneri Fernald, 1943
- Isodontia capillata Hensen, 1991
- Isodontia cellicula Li and Yang, 1996
- Isodontia cestra Hensen, 1991
- Isodontia chrysorrhoea Kohl, 1890
- Isodontia costipennis Spinola, 1851
- Isodontia cyanipennis Fabricius, 1793
- Isodontia delicata Hensen, 1991
- Isodontia diodon Kohl, 1890
- Isodontia dolosa Kohl, 1895
- Isodontia edax Bingham, 1897
- Isodontia egens Kohl, 1898
- Isodontia elegans F. Smith, 1856
- Isodontia elsei Hensen, 1991
- Isodontia exornata Fernald, 1903
- Isodontia formosicola Strand, 1913
- Isodontia franzi Cameron, 1902
- Isodontia fuscipennis Fabricius, 1804
- Isodontia guaranitica Willink, 1951
- Isodontia harmandi PΘrez, 1905
- Isodontia immaculata Hensen, 1991
- Isodontia jaculator F. Smith, 1860
- Isodontia laevipes W. Fox, 1897
- Isodontia leonina de Saussure, 1890
- Isodontia longiventris de Saussure, 1867
- Isodontia maidli Yasumatsu, 1938
- Isodontia mexicana de Saussure, 1867
- Isodontia nidulans Hensen, 1991
- Isodontia nigella F. Smith, 1856
- Isodontia nigelloides Strand, 1915
- Isodontia obscurella F. Smith, 1856
- Isodontia ochroptera Kohl, 1890
- Isodontia paludosa Rossi, 1790
- Isodontia papua Hensen, 1991
- Isodontia paranensis Berland, 1926
- Isodontia pelopoeiformis Dahlbom, 1845
- Isodontia pempuchi Tsuneki, 1971
- Isodontia permutans R. Turner, 1912
- Isodontia petiolata Drury, 1773
- Isodontia philadelphica Lepeletier de Saint Fargeau, 1845
- Isodontia pilipes Hensen, 1991
- Isodontia poeyi Pate, 1948
- Isodontia praslinia GuΘrin-MΘneville, 1831
- Isodontia sepicola F. Smith, 1859
- Isodontia severini Kohl, 1898
- Isodontia simoni du Buysson, 1898
- Isodontia sonani Yasumatsu, 1938
- Isodontia splendidula A. Costa, 1858
- Isodontia stanleyi Kohl, 1890
- Isodontia vidua F. Smith, 1856
- Isodontia visseri Willink, 1951
- Palmodes californicus R. Bohart and Menke, 1961
- Palmodes carbo Bohart and Menke, 1963
- Palmodes dimidiatus De Geer, 1773
- Palmodes garamantis Roth, 1959
- Palmodes hesperus Bohart and Menke, 1961
- Palmodes insularis Bohart and Menke, 1961
- Palmodes laeviventris Cresson, 1865
- Palmodes lissus Bohart and Menke, 1961
- Palmodes melanarius Mocsßry, 1883
- Palmodes minor F. Morawitz, 1890
- Palmodes occitanicus australis de Saussure, 1867
- Palmodes occitanicus barbarus Roth, 1963
- Palmodes occitanicus cyrenaicus Gribodo, 1924
- Palmodes occitanicus gaetulus Roth, 1963
- Palmodes occitanicus ibericus Roth, 1963
- Palmodes occitanicus occitanicus Lepeletier de Saint Fargeau and Serville, 1828
- Palmodes occitanicus perplexus F. Smith, 1856
- Palmodes occitanicus puncticollis Kohl, 1888
- Palmodes occitanicus syriacus Mocsßry, 1881
- Palmodes occitanicus Lepeletier de Saint Fargeau and Serville, 1828
- Palmodes orientalis Mocsßry, 1883
- Palmodes pacificus Bohart and Menke, 1961
- Palmodes palmetorum Roth, 1963
- Palmodes parvulus Roth in de Beaumont, 1967
- Palmodes praestans Kohl, 1890
- Palmodes pusillus Gussakovskij, 1930
- Palmodes sagax Kohl, 1890
- Palmodes strigulosus A. Costa, 1861
- Palmodes stygicus Bohart and Menke, 1961
- Parapsammophila algira Kohl, 1901
- Parapsammophila bakeri Rohwer, 1922
- Parapsammophila carinata Guichard, 1988
- Parapsammophila caroli PΘrez, 1906
- Parapsammophila caspica Gussakovskij, 1930
- Parapsammophila consobrina Arnold, 1928
- Parapsammophila cyanipennis Lepeletier de Saint Fargeau, 1845
- Parapsammophila dolichostoma Kohl, 1901
- Parapsammophila eremophila R. Turner, 1910
- Parapsammophila errabunda Kohl, 1901
- Parapsammophila erythrocephala Fabricius, 1781
- Parapsammophila foleyi de Beaumont, 1956
- Parapsammophila funerea Nurse, 1903
- Parapsammophila herero Arnold, 1928
- Parapsammophila lateritia Taschenberg, 1869
- Parapsammophila litigiosa Kohl, 1901
- Parapsammophila ludovicus F. Smith, 1856
- Parapsammophila ponderosa Gerstaecker, 1871
- Parapsammophila testaceipes R. Turner, 1918
- Parapsammophila turanica F. Morawitz, 1890
- Parapsammophila unguicularis Kohl, 1901
- Penepodium albovillosum Cameron, 1888
- Penepodium brasiliense Schrottky, 1903
- Penepodium complanatum F. Smith, 1856
- Penepodium distinguendum Kohl, 1902
- Penepodium egregium de Saussure, 1867
- Penepodium fallax Kohl, 1902
- Penepodium foeniforme Perty, 1833
- Penepodium fumipenne Taschenberg, 1869
- Penepodium gorianum Lepeletier de Saint Fargeau, 1845
- Penepodium haematogastrum Spinola, 1851
- Penepodium hortivagans Strand, 1910
- Penepodium junonium Schrottky, 1903
- Penepodium latro Kohl, 1902
- Penepodium luteipenne Fabricius, 1804
- Penepodium mocsaryi Kohl, 1902
- Penepodium pauloense Schrottky, 1903
- Penepodium princeps Kohl, 1902
- Penepodium romandinum de Saussure, 1867
- Penepodium spretum Kohl, 1902
- Penepodium taschenbergi Kohl, 1902
- Penepodium triste Kohl, 1902
- Penepodium viduatum Kohl, 1902
- Podalonia affinis affinis W. Kirby, 1798
- Podalonia affinis concolor BrullΘ, 1839
- Podalonia affinis ulanbaatorensis Tsuneki, 1971
- Podalonia affinis W. Kirby, 1798
- Podalonia afghanica Balthasar, 1957
- Podalonia albohirsuta Tsuneki, 1971
- Podalonia alpina Kohl, 1888
- Podalonia altaiensis Tsuneki, 1971
- Podalonia andrei F. Morawitz, 1889
- Podalonia argentifrons Cresson, 1865
- Podalonia argentipilis Provancher, 1887
- Podalonia aspera Christ, 1791
- Podalonia atriceps F. Smith, 1856
- Podalonia atrocyanea atrocyanea Eversmann, 1849
- Podalonia atrocyanea masinissa Morice, 1900
- Podalonia atrocyanea Eversmann, 1849
- Podalonia caerulea Murray, 1940
- Podalonia canescens canescens Dahlbom, 1843
- Podalonia canescens madecassa Kohl, 1909
- Podalonia canescens Dahlbom, 1843
- Podalonia caucasica Mocsßry, 1883
- Podalonia chalybea Kohl, 1906
- Podalonia clypeata Murray, 1940
- Podalonia compacta Fernald, 1927
- Podalonia dispar Taschenberg, 1869
- Podalonia ebenina Spinola, 1839
- Podalonia erythropus F. Smith, 1856
- Podalonia fera Lepeletier de Saint Fargeau, 1845
- Podalonia flavida Kohl, 1901
- Podalonia gobiensis chahariana Tsuneki, 1971
- Podalonia gobiensis gobiensis Tsuneki, 1971
- Podalonia gobiensis Tsuneki, 1971
- Podalonia gulussa Morice, 1900
- Podalonia harveyi de Beaumont, 1967
- Podalonia hirsuta hirsuta Scopoli, 1763
- Podalonia hirsuta nepalensis Zavattari, 1909
- Podalonia hirsuta Scopoli, 1763
- Podalonia hirsutaffinis Tsuneki, 1971
- Podalonia hirticeps Cameron, 1889
- Podalonia kansuana Li and Yang, 1992
- Podalonia kaszabi Tsuneki, 1971
- Podalonia kozlovii Kohl, 1906
- Podalonia luctuosa F. Smith, 1856
- Podalonia luffii E. Saunders, 1903
- Podalonia mahatma R. Turner, 1918
- Podalonia mandibulata W.F. Kirby, 1889
- Podalonia marismortui Bytinski-Salz in de Beaumont and Bytinski-Salz, 1955
- Podalonia mauritanica Mercet, 1906
- Podalonia melaena Murray, 1940
- Podalonia merceti Kohl, 1906
- Podalonia mexicana de Saussure, 1867
- Podalonia mickeli Murray, 1940
- Podalonia minax Kohl, 1901
- Podalonia moczari Tsuneki, 1971
- Podalonia montana Cameron, 1888
- Podalonia nigriventris Gussakovskij, 1934
- Podalonia nigrohirta Kohl, 1888
- Podalonia obo Tsuneki, 1971
- Podalonia occidentalis Murray, 1940
- Podalonia parallela Murray, 1940
- Podalonia parvula Li and Yang, 1992
- Podalonia pilosa Li and Yang, 1995
- Podalonia pseudocaucasica Balthasar, 1957
- Podalonia pubescens Murray, 1940
- Podalonia puncta Murray, 1940
- Podalonia pungens Kohl, 1901
- Podalonia robusta Cresson, 1865
- Podalonia rothi de Beaumont, 1951
- Podalonia schmiedeknechti Kohl, 1898
- Podalonia sericea Murray, 1940
- Podalonia sheffieldi R. Turner, 1918
- Podalonia sonorensis Cameron, 1888
- Podalonia turcestanica Dalla Torre, 1897
- Podalonia tydei apakensis Tsuneki, 1971
- Podalonia tydei argentata Lepeletier de Saint Fargeau, 1845
- Podalonia tydei suspiciosa F. Smith, 1856
- Podalonia tydei tydei Le Guillou, 1841
- Podalonia tydei Le Guillou, 1841
- Podalonia valida Cresson, 1865
- Podalonia violaceipennis Lepeletier de Saint Fargeau, 1845
- Podalonia yunnana Li and Yang, 1992
- Podium agile Kohl, 1902
- Podium angustifrons Kohl, 1902
- Podium aureosericeum Kohl, 1902
- Podium batesianum W. Schulz, 1904
- Podium bugabense Cameron, 1888
- Podium chalybaeum Kohl, 1902
- Podium denticulatum F. Smith, 1856
- Podium eurycephalum Ohl, 1996
- Podium foxii Kohl, 1902
- Podium friesei Kohl, 1902
- Podium fulvipes Cresson, 1865
- Podium fumigatum Perty, 1833
- Podium intermissum Kohl, 1902
- Podium iridescens Kohl, 1902
- Podium kohlii Zavattari, 1908
- Podium krombeini Bohart and Menke, 1963
- Podium luctuosum F. Smith, 1856
- Podium opalinum F. Smith, 1856
- Podium plesiosaurus F. Smith, 1873
- Podium rufipes Fabricius, 1804
- Podium sexdentatum Taschenberg, 1869
- Podium tau Dalla Torre, 1897
- Podium trigonopsoides Menke, 1974
- Prionyx afghaniensis de Beaumont, 1970
- Prionyx atratus Lepeletier de Saint Fargeau, 1845
- Prionyx bifoveolatus Taschenberg, 1869
- Prionyx binghami Jha and Farooqi, 1996
- Prionyx canadensis Provancher, 1887
- Prionyx chilensis Spinola, 1851
- Prionyx chobauti Roth, 1925
- Prionyx crudelis F. Smith, 1856
- Prionyx damascenus de Beaumont, 1968
- Prionyx elegantulus R. Turner, 1912
- Prionyx erythrogaster Rohwer, 1913
- Prionyx fervens Linnaeus, 1758
- Prionyx foxi Bohart and Menke, 1963
- Prionyx fragilis Nurse, 1903
- Prionyx funebris Berland, 1926
- Prionyx globosus F. Smith, 1856
- Prionyx gobiensis Tsuneki, 1971
- Prionyx guichardi de Beaumont, 1967
- Prionyx haberhaueri Radoszkowski, 1871
- Prionyx herrerai BrΦthes, 1926
- Prionyx indus Linnaeus, 1758
- Prionyx insignis Kohl, 1885
- Prionyx judaeus de Beaumont, 1968
- Prionyx kirbii kirbii Vander Linden, 1827
- Prionyx kirbii marginatus F. Smith, 1856
- Prionyx kirbii Vander Linden, 1827
- Prionyx kurdistanicus Balthasar, 1954
- Prionyx leuconotus F. Morawitz, 1890
- Prionyx lividocinctus apakensis Tsuneki, 1971
- Prionyx lividocinctus lividocinctus A. Costa, 1861
- Prionyx lividocinctus oasis Tsuneki, 1971
- Prionyx lividocinctus A. Costa, 1861
- Prionyx macula lugens Kohl, 1889
- Prionyx macula macula Fabricius, 1804
- Prionyx macula Fabricius, 1804
- Prionyx melanotus F. Morawitz, 1890
- Prionyx neoxenus Kohl, 1890
- Prionyx nigropectinatus Taschenberg, 1869
- Prionyx niveatus ettingol Tsuneki, 1971
- Prionyx niveatus niveatus Dufour, 1854
- Prionyx niveatus Dufour, 1854
- Prionyx notinitidus Willink, 1951
- Prionyx nudatus Kohl, 1885
- Prionyx parkeri Bohart and Menke, 1963
- Prionyx persicus Mocsßry, 1883
- Prionyx popovi Guichard, 1988
- Prionyx pseudostriatus Giner Marφ, 1944
- Prionyx pumilio Taschenberg, 1869
- Prionyx radoszkowskyi Kohl, 1888
- Prionyx reymondi Roth, 1954
- Prionyx saevus harpax Kohl, 1898
- Prionyx saevus saevus F. Smith, 1856
- Prionyx saevus F. Smith, 1856
- Prionyx semistriatus Schrottky, 1920
- Prionyx senegalensis Arnold, 1951
- Prionyx senilis Morice, 1911
- Prionyx sennae Mantero, 1901
- Prionyx simillimus Fernald, 1907
- Prionyx sirdariensis Radoszkowski, 1877
- Prionyx songaricus Eversmann, 1849
- Prionyx stschurowskii hyalipennis Kohl, 1895
- Prionyx stschurowskii stschurowskii Radoszkowski, 1877
- Prionyx stschurowskii Radoszkowski, 1877
- Prionyx subatratus R. Bohart, 1958
- Prionyx subfuscatus albovillosulus Giordani Soika, 1942
- Prionyx subfuscatus rhodesianum Arnold, 1936
- Prionyx subfuscatus rukwaensis Arnold, 1959
- Prionyx subfuscatus subfuscatus Dahlbom, 1845
- Prionyx subfuscatus Dahlbom, 1845
- Prionyx sundewalli Dahlbom, 1845
- Prionyx thomae Fabricius, 1775
- Prionyx trichargyrus Spinola, 1839
- Prionyx viduatus argentatus Mocsßry, 1883
- Prionyx viduatus pollens Kohl, 1885
- Prionyx viduatus viduatus Christ, 1791
- Prionyx viduatus Christ, 1791
- Prionyx vittatus Kohl, 1884
- Prionyx xanthabdominalis Li and Yang, 1995
- Prionyx zarudnyi Gussakovskij, 1933
- Sceliphron arabs Lepeletier de Saint Fargeau, 1845
- Sceliphron argentifrons Cresson, 1865
- Sceliphron asiaticum asiaticum Linnaeus, 1758
- Sceliphron asiaticum chilense Spinola, 1851
- Sceliphron asiaticum Linnaeus, 1758
- Sceliphron assimile Dahlbom, 1843
- Sceliphron aterrimus Marquet, 1875
- Sceliphron caementarium Drury, 1773
- Sceliphron coromandelicum Lepeletier de Saint Fargeau, 1845
- Sceliphron curvatum F. Smith, 1870
- Sceliphron deforme atripes F. Morawitz, 1888
- Sceliphron deforme deforme F. Smith, 1856
- Sceliphron deforme femorale Hensen, 1987
- Sceliphron deforme nipponicum Tsuneki, 1972
- Sceliphron deforme tibiale Cameron, 1899
- Sceliphron deforme F. Smith, 1856
- Sceliphron destillatorium Illiger, 1807
- Sceliphron fasciatum Lepeletier de Saint Fargeau, 1845
- Sceliphron fervens F. Smith, 1858
- Sceliphron fistularium Dahlbom, 1843
- Sceliphron formosum bruinjnii Maindron, 1878
- Sceliphron formosum formosum F. Smith, 1856
- Sceliphron formosum ocellare Kohl, 1918
- Sceliphron formosum F. Smith, 1856
- Sceliphron fossuliferum complex Kohl, 1918
- Sceliphron fossuliferum fossuliferum Gribodo, 1895
- Sceliphron fossuliferum voeltzkowii Kohl, 1909
- Sceliphron fossuliferum Gribodo, 1895
- Sceliphron funestum Kohl, 1918
- Sceliphron fuscum Klug, 1801
- Sceliphron intrudens F. Smith, 1858
- Sceliphron isaaci Jha and Farooqi, 1995
- Sceliphron jamaicense jamaicense Fabricius, 1775
- Sceliphron jamaicense lucae de Saussure, 1867
- Sceliphron jamaicense Fabricius, 1775
- Sceliphron javanum aemulum Kohl, 1918
- Sceliphron javanum benignum F. Smith, 1858
- Sceliphron javanum chinense van Breugel in van der Vecht and van Breugel, 1968
- Sceliphron javanum javanum Lepeletier de Saint Fargeau, 1845
- Sceliphron javanum laboriosum F. Smith, 1859
- Sceliphron javanum nalandicum Strand, 1915
- Sceliphron javanum petiolare Kohl, 1918
- Sceliphron javanum tenggarae van der Vecht, 1957
- Sceliphron javanum timorense van der Vecht, 1957
- Sceliphron javanum Lepeletier de Saint Fargeau, 1845
- Sceliphron laetum laetum F. Smith, 1856
- Sceliphron laetum maindroni van der Vecht in van der Vecht and van Breugel, 1968
- Sceliphron laetum F. Smith, 1856
- Sceliphron leptogaster Cameron, 1905
- Sceliphron madraspatanum andamanicum Kohl, 1918
- Sceliphron madraspatanum conspicillatum A. Costa, 1864
- Sceliphron madraspatanum formosanum van der Vecht in van der Vecht and van Breugel, 1968
- Sceliphron madraspatanum kohli Sickmann, 1894
- Sceliphron madraspatanum madraspatanum Fabricius, 1781
- Sceliphron madraspatanum pictum F. Smith, 1856
- Sceliphron madraspatanum sutteri van der Vecht, 1957
- Sceliphron madraspatanum tubifex Latreille, 1809
- Sceliphron madraspatanum Fabricius, 1781
- Sceliphron murarium F. Smith, 1863
- Sceliphron neobilineatum Jha and Farooqi, 1995
- Sceliphron paraintrudens Jha and Farooqi, 1995
- Sceliphron pietschmanni Kohl, 1918
- Sceliphron quartinae Gribodo, 1884
- Sceliphron rectum pulchellum Gussakovskij, 1933
- Sceliphron rectum rectum Kohl, 1918
- Sceliphron rectum Kohl, 1918
- Sceliphron rufopictum bicinctum van der Vecht, 1957
- Sceliphron rufopictum kalshoveni Hensen, 1987
- Sceliphron rufopictum laticinctum Hensen, 1987
- Sceliphron rufopictum rufopictum F. Smith, 1856
- Sceliphron rufopictum F. Smith, 1856
- Sceliphron seistaniensis Jha and Farooqi, 1995
- Sceliphron shestakovi Gussakovskij, 1928
- Sceliphron spirifex Linnaeus, 1758
- Sceliphron unifasciatum F. Smith, 1860
- Sphex abyssinicus Arnold, 1928
- Sphex ahasverus Kohl, 1890
- Sphex alacer Kohl, 1895
- Sphex antennatus F. Smith, 1856
- Sphex argentatus argentatus Fabricius, 1787
- Sphex argentatus fumosus Kohl, 1890
- Sphex argentatus Fabricius, 1787
- Sphex argentinus Taschenberg, 1869
- Sphex ashmeadi Fernald, 1906
- Sphex atropilosus Kohl, 1885
- Sphex basilicus R. Turner, 1915
- Sphex bilobatus Kohl, 1895
- Sphex bohemanni Dahlbom, 1845
- Sphex brachystomus Kohl, 1890
- Sphex brasilianus de Saussure, 1867
- Sphex caeruleanus Drury, 1773
- Sphex caliginosus Erichson, 1849
- Sphex camposi Campos, 1922
- Sphex carbonicolor van der Vecht, 1973
- Sphex castaneipes Dahlbom, 1843
- Sphex cinerascens Dahlbom, 1843
- Sphex cognatus F. Smith, 1856
- Sphex confrater Kohl, 1890
- Sphex cristi Genaro in Genaro and Juarrero, 2000
- Sphex cubensis Fernald, 1906
- Sphex darwinensis R. Turner, 1912
- Sphex decipiens decipiens Kohl, 1895
- Sphex decipiens meridionalis Arnold, 1947
- Sphex decipiens Kohl, 1895
- Sphex decoratus F. Smith, 1873
- Sphex deplanatus Kohl, 1895
- Sphex diabolicus F. Smith, 1858
- Sphex dorsalis Lepeletier de Saint Fargeau, 1845
- Sphex dorycus GuΘrin-MΘneville, 1838
- Sphex ephippium F. Smith, 1856
- Sphex ermineus Kohl, 1890
- Sphex erythrinus Guiglia, 1939
- Sphex ferrugineipes W. Fox, 1897
- Sphex finschii Kohl, 1890
- Sphex flavipennis Fabricius, 1793
- Sphex flavovestitus flavovestitus F. Smith, 1856
- Sphex flavovestitus saussurei Fernald, 1906
- Sphex flavovestitus F. Smith, 1856
- Sphex formosellus van der Vecht, 1957
- Sphex fumicatus fumicatus Christ, 1791
- Sphex fumicatus voeltzkowii Kohl, 1909
- Sphex fumicatus Christ, 1791
- Sphex fumipennis fumipennis F. Smith, 1856
- Sphex fumipennis rouxi von Schulthess, 1915
- Sphex fumipennis F. Smith, 1856
- Sphex funerarius Gussakovskij, 1934
- Sphex gaullei Berland, 1927
- Sphex gilberti R. Turner, 1908
- Sphex gisteli Strand, 1916
- Sphex guatemalensis Cameron, 1888
- Sphex habenus Say, 1832
- Sphex haemorrhoidalis basuto Arnold, 1947
- Sphex haemorrhoidalis haemorrhoidalis Fabricius, 1781
- Sphex haemorrhoidalis kobrowi Arnold, 1928
- Sphex haemorrhoidalis mweruensis Arnold, 1947
- Sphex haemorrhoidalis umtalicus Strand, 1916
- Sphex haemorrhoidalis Fabricius, 1781
- Sphex hirtipes Fabricius, 1793
- Sphex incomptus anonymus Leclercq, 1955
- Sphex incomptus incomptus Gerstaecker, 1871
- Sphex incomptus Gerstaecker, 1871
- Sphex ingens F. Smith, 1856
- Sphex inusitatus fukuianus Tsuneki, 1957
- Sphex inusitatus inusitatus Yasumatsu, 1935
- Sphex inusitatus Yasumatsu, 1935
- Sphex jamaicensis Drury, 1773
- Sphex jansei Cameron, 1910
- Sphex kolthoffi Gussakovskij, 1938
- Sphex lanatus Mocsßry, 1883
- Sphex latreillei Lepeletier de Saint Fargeau, 1831
- Sphex latro Erichson, 1849
- Sphex leuconotus BrullΘ, 1833
- Sphex libycus de Beaumont, 1956
- Sphex lucae de Saussure, 1867
- Sphex luctuosus F. Smith, 1856
- Sphex madasummae van der Vecht, 1973
- Sphex malagassus de Saussure, 1890
- Sphex mandibularis Cresson, 1869
- Sphex maximiliani Kohl, 1890
- Sphex melanocnemis Kohl, 1885
- Sphex melanopus Dahlbom, 1843
- Sphex melas Gussakovskij, 1930
- Sphex mendozanus BrΦthes, 1909
- Sphex mimulus R. Turner, 1910
- Sphex mochii Giordani Soika, 1942
- Sphex modestus F. Smith, 1856
- Sphex muticus Kohl, 1885
- Sphex neavei Arnold, 1928
- Sphex neoumbrosus Jha and Farooqui, 1996
- Sphex nigrohirtus Kohl, 1895
- Sphex nitidiventris Spinola, 1851
- Sphex nudus Fernald, 1903
- Sphex observabilis R. Turner, 1918
- Sphex opacus Dahlbom, 1845
- Sphex optimus F. Smith, 1856
- Sphex oxianus Gussakovskij, 1928
- Sphex paulinierii GuΘrin-MΘneville, 1843
- Sphex pensylvanicus Linnaeus, 1763
- Sphex permagnus Willink, 1951
- Sphex peruanus Kohl, 1890
- Sphex praedator F. Smith, 1858
- Sphex prosper Kohl, 1890
- Sphex pruinosus Germar, 1817
- Sphex resinipes Fernald, 1906
- Sphex resplendens Kohl, 1885
- Sphex rex Hensen, 1991
- Sphex rhodosoma R. Turner, 1915
- Sphex rufinervis PΘrez, 1985
- Sphex rufiscutis laevigatus Arnold, 1951
- Sphex rufiscutis rufiscutis R. Turner, 1918
- Sphex rufiscutis R. Turner, 1918
- Sphex rugifer Kohl, 1890
- Sphex satanas Kohl, 1898
- Sphex schoutedeni Kohl, 1913
- Sphex schrottkyi Bertoni, 1918
- Sphex semifossulatus van der Vecht, 1973
- Sphex sericeus Fabricius, 1804
- Sphex servillei Lepeletier de Saint Fargeau, 1845
- Sphex solomon Hensen, 1991
- Sphex stadelmanni integer Arnold, 1928
- Sphex stadelmanni Kohl, 1895
- Sphex staudingeri Gribodo, 1894
- Sphex subhyalinus W. Fox, 1899
- Sphex subtruncatus Dahlbom, 1843
- Sphex tanoi Tsuneki, 1974
- Sphex taschenbergi Magretti, 1884
- Sphex tepanecus de Saussure, 1867
- Sphex texanus Cresson, 1873
- Sphex tinctipennis Cameron, 1888
- Sphex tomentosus Fabricius, 1787
- Sphex torridus F. Smith, 1873
- Sphex vestitus F. Smith, 1856
- Sphex walshae Hensen, 1991
- Sphex wilsoni Hensen, 1991
- Stangeella cyaniventris GuΘrin-MΘneville, 1831
- Trigonopsis cameronii Kohl, 1902
- Trigonopsis cooperi Vardy, 1978
- Trigonopsis cyclocephala F. Smith, 1873
- Trigonopsis grylloctonus Richards, 1937
- Trigonopsis howesi Vardy, 1978
- Trigonopsis intermedia de Saussure, 1867
- Trigonopsis menkei Vardy, 1978
- Trigonopsis mocoana Vardy, 1978
- Trigonopsis moraballi Richards, 1937
- Trigonopsis neotropica Vardy, 1978
- Trigonopsis richardsi Vardy, 1978
- Trigonopsis rufiventris Fabricius, 1804
- Trigonopsis schunkei Vardy, 1978
- Trigonopsis succinea Vardy, 1978
- Trigonopsis vicina Dalla Torre, 1897
- Trigonopsis violascens Dalla Torre, 1897